# 深度黃道巡天
| 19521 Chaos             | 1998年11月19日 |
| 28978 Ixion             | 2001年5月22日  |
| 38083 Rhadamanthus      | 1999年4月17日  |
| 小行星42301(2001 UR163) | 2001年10月21日 |
| 53311 Deucalion         | 1999年4月18日  |
| 54598 Bienor            | 2000年8月27日  |

深度黃道巡天（Deep Ecliptic Survey，DES）是使用美國國家光學天文台 的設備發現古柏帶天體的一個專案計畫。
計畫始於1998年，終於2003年，主要的調查員是鮑柏·米利斯，經由這個計畫調查了550平方度內22.5等以上的天體，估計已經發現50%這種等級的天體。
這項調查還建立了平均古柏帶平面和介紹了古柏帶天體在動力學分類上新的正式定義。 
值得一題的新發現還有：
- 28978 Ixion：大的冥族小天體。
- 19521 Chaos：QB1天體
- 1998 WW31：第一顆聯星的海王星外天體 (TNO)。
- 2000 CR105：第一顆近日點太遠而足以受到海王星影響(散射) ，和有著很長的半長軸。
- 小行星87269(2000 OO67)：半長軸顯然超過500天文單位並有很大的離心率 (0.96)，使得這顆小行星可以接近至海王星軌道的內側，也可以遠離至1,000天文單位。
- 2001 QR322：第一顆海王星特洛伊。
- 2002 XU93：軌道傾角極大的小行星之一 (>68°)。

## 外部連結
- https://web.archive.org/web/20040612003417/http://www.lowell.edu/Research/DES/